# California Water Service Group
Die California Water Service Group ist eine US-amerikanische Holding und die Muttergesellschaft mehrerer Wasserversorgungsunternehmen, die in den US-Bundesstaaten Kalifornien, Hawaii, New Mexico, Texas, und Washington aktiv sind.
Die Holding wurde 1997 als neue Muttergesellschaft der California Water Service Company gegründet und übernahm deren Börsenplatz. Die Aktie ist an der New York Stock Exchange gelistet. 2023 gehörten nach diversen Akquisitionen folgende Tochtergesellschaften zum Unternehmen:
- California Water Service
- Hawaii Water Service
- New Mexico Water Service
- Texas Water Service
- Washington Water Service

Die Tochtergesellschaften fungieren teilweise als Holding für eigene Tochtergesellschaften. 2023 bezeichnete sich das Unternehmen als drittgrößter börsennotierter Wasserversorger der USA und versorgte über seine Tochtergesellschaften nach eigenen Angaben mehr als zwei Millionen Menschen mit Wasser- und Abwasserdienstleistungen.